# Долњи Њиви
Долњи Њиви (чеш. Dolní Nivy) је насељено мјесто са административним статусом сеоске општине (чеш. obec) у округу Соколов, у Карловарском крају, Чешка Република.

## Становништво
Према подацима о броју становника из 2014. године насеље је имало 311 становника.